# 테이트 세인트아이브스
테이트 세인트아이브스(영어: Tate St Ives)는 잉글랜드 콘월주 세인트아이브스에 위치한 미술관이다. 테이트 브리튼, 테이트 리버풀, 테이트 모던과 같이 국립 박물관 네트워크 테이트의 일부이다.

## 같이 보기
- 테이트 리버풀
- 테이트 모던